# زابرشيتش
زابرشيتش (بالكرواتية: Zaprešić)، مدينة تتبع مقاطعة زغرب في كرواتيا. بلغ عدد سكانها 25,223 نسمة بحسب إحصاء سنة 2011.